# Żółtakogwiaździak pleomorficzny

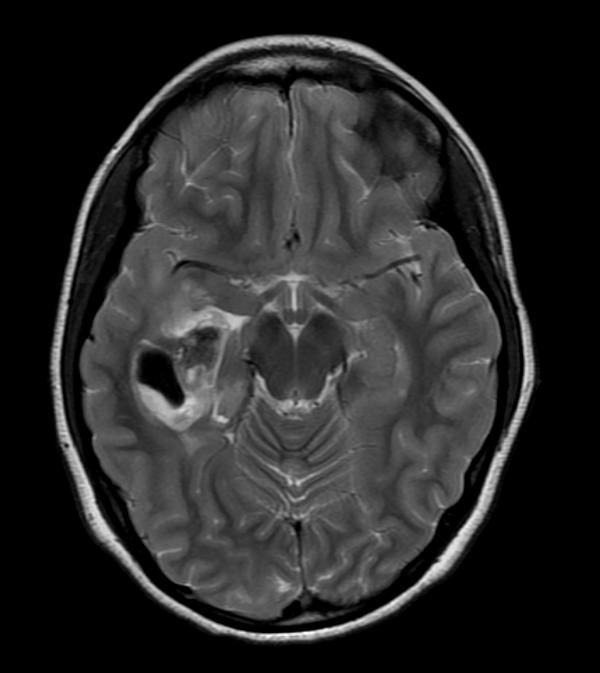
Żółtakogwiaździak pleomorficzny w sąsiedztwie komory bocznej, widoczne ognisko krwotoku do guza: MRI

Żółtakogwiaździak pleomorficzny (gwiaździak żółtakowy ksantomatyczny, ang. pleomorphic xanthoastrocytoma, PXA) – nowotwór złośliwy ośrodkowego układu nerwowego wywodzący się z tkanki glejowej (glejak), występujący głównie w młodym wieku i lokalizujący się przede wszystkim w półkulach mózgu, rzadziej w móżdżku. Według definicji WHO jest guzem o umiarkowanej złośliwości (II° według WHO) zbudowanym z różnokształtnych (pleomorficznych) komórek, wśród których spotyka się też komórki atypowe, w pewnym odsetku posiadające obfitą, ksantomatyczną cytoplazmę. Opisany przez Johna J. Kepesa i wsp. w 1973 jako "ksantomatyczny włókniak opon", traktowany był niegdyś jako nowotwór mezenchymalny (mięsak), ale wprowadzenie immunohistochemii do diagnostyki guzów nowotworowych i wykazanie immunoreaktywności GFAP w komórkach guza w 1979 wskazało na glejowe pochodzenie tego typu guza. 

## Epidemiologia
PXA jest rzadkim nowotworem. Stanowi mniej niż 1% nowotworów glejowych u dzieci. Jest nowotworem przede wszystkim wieku dziecięcego, chociaż PXA rozpoznawano u pacjentów w każdym wieku, nawet w 9. dekadzie życia.

## Etiologia
Opisano przypadki PXA u pacjentów z rozpoznaną nerwiakowłókniakowatością typu 1; być może mutacje NF1 predysponują do rozwoju tego typu guza.

## Objawy i przebieg

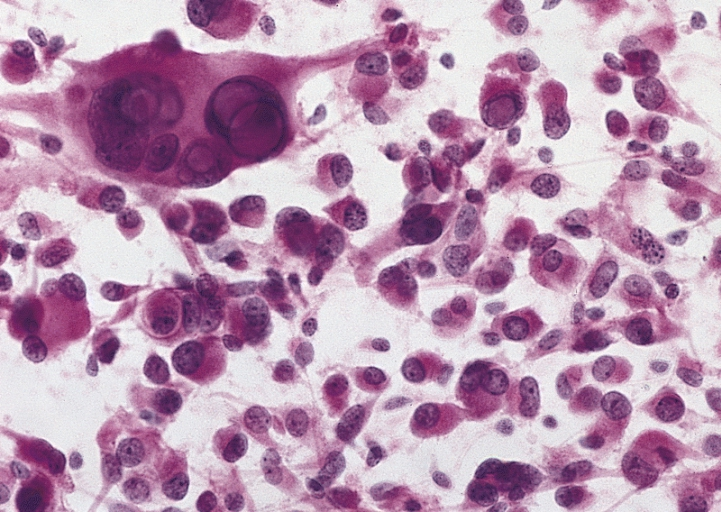
Obraz histologiczny guza, barwienie H-E. Widać charakterystyczny polimorfizm komórkowy i brak aktywności mitotycznej

PXA objawia się przede wszystkim długotrwałymi, nie poddającymi się leczeniu farmakologicznemu napadami padaczkowymi albo neurologicznymi objawami ogniskowymi. Opisywano wznowy i progresję w kierunku gwiaździaka anaplastycznego (III° złośliwości histologicznej według WHO) oraz glejaka wielopostaciowego (IV°) oraz rozsiew podpajęczynówkowy.

### Charakterystyka guza
PXA klasycznie lokalizuje się nadnamiotowo i powierzchownie, może naciekać opony miękkie i szerzyć się do przestrzeni podpajęczynówkowej, ale nie nacieka opony twardej. Najczęstsza lokalizacja to płat skroniowy.

### Obraz histologiczny
W obrazie histologicznym charakterystyczny jest znaczny pleomorfizm komórkowy (który może nawet prowadzić do rozpoznania nowotworu anaplastycznego) i obecność dużych, jasnych komórek piankowatych (ksantomatycznych), a także błon podstawnych dookoła komórek nowotworowych. Typowo nie występują figury mitotyczne, brak też ognisk martwicy. 
Trudne diagnostycznie przypadki PXA, w których stwierdza się ogniskową martwicę i figury podziałów mitotycznych (>5/10 pól widzenia pod dużym powiększeniem) określa się jako "żółtakogwiaździak pleomorficzny z cechami anaplazji" (nie: anaplastyczny PXA).

### Profil immunohistochemiczny
W badaniu immunohistochemicznym można stwierdzić immunoreaktywność komórek guza wobec GFAP i białka S-100. O ile występuje komponenta zwojowa, komórki te są NFB-ujemne i synaptofizyno-dodatnie.

### Badania neuroobrazowe
W tomografii komputerowej PXA ma postać powierzchownie leżącego guza, dobrze odgraniczonego, zajmującego opony miękkie, rzadko naciekającego oponę twardą i kości. W badaniu angiograficznym widać małe unaczynienie guza, jednak efekt wzmocnienia występuje. W MRI T1-zależnym guz jest izointensywny, w obrazach T2-zależnych lekko hiperintensywny, w całości ulega wzmocnieniu kontrastowemu.

## Leczenie
Istnieją rozbieżne opinie co do strategii leczenia PXA. W większości przypadków możliwa jest totalna lub subtotalna resekcja guza; radioterapia dawką 30-60 Gy znajduje zastosowanie przy niepełnej resekcji. Opisywano leczenie guza chemioterapią przy użyciu nimustyny (ACNU) z dwuletnią katamnezą.

## Rokowanie
Rokowanie jest dobre. Przeżycie wynosi zazwyczaj 10-20 lat, 5-letnie przeżycie wynosi 81% a 10-letnie 70%. Sugerowano, że PXA u starszych pacjentów ma bardziej złośliwy przebieg i jest obarczony gorszym rokowaniem.